# Contre-réaction

Modèle simple de contre-réaction.

En électronique le principe de la contre-réaction permet le contrôle des circuits d'amplification, de filtrage ou d'asservissement. Elle permet de rendre leurs caractéristiques de fonctionnement indépendantes, dans une large mesure, des différents constituants internes de ces systèmes.

## Historique
Le principe de la contre-réaction a été découvert par Harold Stephen Black le 2 août 1927. Cette idée lui serait venue alors qu'il se rendait à son travail aux laboratoires Bell,. Ses précédents travaux sur la réduction des distorsions dans les amplificateurs lui avaient déjà permis de découvrir les amplificateurs « a priori » (feedforward en anglais) qui modifient le signal à amplifier de façon à compenser les distorsions dues aux composants de puissance. Bien qu'ayant refait surface dans les années 1970 pour compenser les distorsions des amplificateurs BLU, dans les années 1920 la réalisation pratique des amplificateurs « a priori » s'avère difficile et ils ne fonctionnent pas très bien. En 1927, la demande de brevet Black pour la contre-réaction fut accueillie comme une demande d'invention de mouvement perpétuel. Elle fut finalement acceptée neuf ans plus tard,, en décembre 1931, après que Black et d'autres membres des laboratoires Bell ont développé la théorie relative à la contre-réaction.

## Fonctionnement
Dans un amplificateur ou un asservissement, par l'intermédiaire d'un circuit annexe, appelé boucle de contre-réaction, on réinjecte à l'entrée du signal à amplifier, ou de la commande du processus, une partie du signal de sortie inversé, qui en s'additionnant au signal d'entrée (ou de « consigne »), diminue l'amplitude du signal réel sur l'entrée du circuit.
Dans les filtres actifs, la boucle de contre-réaction est constituée d'un filtre qui ne réinjecte sur l'entrée que les signaux indésirables, les maintenant ainsi à un niveau très faible en sortie, pendant que l'on peut amplifier fortement les signaux désirés.

## Amplificateurs électroniques
Le principal effet de la contre-réaction est de diminuer le gain du système. Simultanément, les distorsions dues aux composants de l’amplificateur sont elles aussi soustraites au signal d’entrée. De cette façon, l’amplificateur amplifie une image réduite et inversée des distorsions. La contre-réaction permet aussi de compenser les dérives thermiques ou la non-linéarité des composants. Bien que les composants actifs soient considérés comme linéaires sur une partie de leur fonction de transfert, ils sont en réalité toujours non linéaires ; leurs lois de comportement variant comme la puissance de deux. Le résultat de ces non-linéarités est une distorsion de l'amplification.
Un amplificateur de conception soignée, ayant tous ses étages en boucle ouverte (sans contre-réaction), peut arriver à un taux de distorsion de l’ordre de 1 %. À l’aide de la contre-réaction, un taux de 0,001 % est courant. Le bruit, y compris les distorsions de croisement, peut être pratiquement éliminé.
C’est l’application qui dicte le taux de distorsion que l’on peut tolérer. Pour les applications de type Hi-Fi ou amplificateur d’instrumentation, le taux de distorsion doit être minimal, souvent moins de 1 %.
Le concept de contre-réaction est utilisé avec les amplificateurs opérationnels pour définir précisément le gain, la bande passante et de nombreux autres paramètres. En particulier, la contre-réaction modifie l’impédance de sortie de l’amplificateur et par conséquent, son facteur d’amortissement. Normalement, plus la contre-réaction est forte, plus l’impédance de sortie est faible et plus le facteur d’amortissement est grand. En simplifiant, le facteur d’amortissement caractérise l’habileté d’un amplificateur à contrôler, par exemple, une enceinte acoustique ; cela a un effet sur les performances de beaucoup d’enceintes qui ont un rendu des basses irrégulier si le facteur d’amortissement de l’amplificateur est trop faible.

## Controverse de la fin des années 1970 concernant lesamplificateurs audio
Alors que la contre-réaction a semblé pendant plusieurs décennies être le remède à tous les défauts des amplificateurs, et tout particulièrement les amplificateurs audio, des spécialistes du traitement du signal, ingénieurs du son, audiophiles et autres mélomanes ont pris la mesure de ses limites et de ses défauts à la fin des années 1970, suscitant études et débats sur le sujet (la technologie Hi-Fi ayant considérablement progressé durant cette décennie, avec l'apparition des cassettes audio métal et autres réducteurs de bruit de fond : les défauts d'amplificateurs audio qui étaient jusqu'alors passés inaperçus devenaient audibles). Certains (voir ci-dessous) pensent aujourd'hui que la contre-réaction, lorsqu'elle est trop forte, altère le message musical. 
En effet, comme elle utilise une boucle de rétro-action pour réinjecter le signal de sortie à l’entrée du circuit, le temps de propagation du signal dans les étages d'amplification introduit un retard sur l'effet de celle-ci, ce qui influence les caractéristiques de l’amplificateur pour les hautes fréquences. De façon générale, on peut compenser ces effets pour des régimes continus, cependant, ils ont de fortes chances, même si l’amplificateur possède un taux de distorsion faible en régime permanent, de rester audibles pour les phénomènes transitoires. C’est essentiellement cela qui explique l’existence des « distorsions d’intermodulations transitoires » dans les amplificateurs. Pour cette raison, il est nécessaire que l'amplificateur soit le plus rapide possible, et les conceptions d’appareils de haut de gamme vont s'efforcer de minimiser au maximum l'importance de la contre-réaction  en linéarisant au maximum l'amplificateur en boucle ouverte, et en lui donnant un gain le plus proche possible du gain en boucle fermée. 
En outre, un amplificateur audio alimente généralement des transducteurs électrodynamiques, qui ne sont pas de simples résistances, mais qui génèrent une contre-tension, cette dernière s'insérant dans la boucle et étant donc prise en compte par elle, avec pour résultat de la perturber considérablement,,,,. 
Les écrits de Matti Otala ont été réfutés quelques années plus tard. Par exemple par Bob Cordell  par Walter G. Jung  ou par Rod Elliott .
On notera également que l'affirmation "'un taux de contre-réaction élevé génère une distorsion d'intermodulation importante" est contredite par l'existence d'amplificateurs opérationnels caractérisés par une faible distorsion d'intermodulation et une bande passante étendue (par exemple 400 MHz pour le LMH6714 ) malgré un taux de contre-réaction très élevé.  
Cette prise de conscience a amené, au milieu des années 1980, des fabricants à commercialiser des amplificateurs sans contre-réaction (par exemple, la série des amplificateurs "Stasis" de Nakamichi), dont les qualités musicales sont perçues par certains puristes comme supérieures à celles d'amplificateurs conventionnels.
De fait, la majorité des amplificateurs modernes utilisent de fortes contre-réactions, alors que les amplificateurs audio haut de gamme l'utilisent de manière plus modérée.